# Simeonovgrad
Simeonovgrad (in bulgaro Симеоновград?) è un comune bulgaro situato nel distretto di Haskovo di 10 834 abitanti (dati 2009). La sede comunale è nella località omonima

## Località
Il comune è formato dall'insieme delle seguenti località:
- Simeonovgrad (sede comunale)
- Drjanovo
- Kalugerovo
- Konstantinovo
- Navăsen
- Pjasăčevo
- Svirkovo
- Trojan
- Tjanevo